# Nikołaj Jefimow
Nikołaj Iwanowicz Jefimow (ros. Николай Иванович Ефимов, ur. 9 grudnia 1932 w Moskwie, zm. 2 sierpnia 2022 tamże) – radziecki dziennikarz i działacz partyjny.

## Życiorys
W latach 1950–1955 studiował w Moskiewskim Uniwersytecie Państwowym im. Łomonosowa (na wydziale dziennikarstwa), po czym został redaktorem działu prasy brytyjskiej agencji Sowinformbiuro w Moskwie, od 1957 redaktor przedstawicielstwa Sowinformbiuro w Wielkiej Brytanii. Od 1961 redaktor odpowiedzialny, potem główny redaktor zjednoczonej redakcji gazet dla Anglii i Norwegii Głównej Redakcji Wydawnictw Periodycznych w państwach Europy Zachodniej i Ameryki Północnej Agencji Prasy „Nowosti”, od 1962 członek KPZR, od 1965 główny redaktor periodyku dla Anglii Głównej Redakcji Państw Ameryki Północnej Agencji Prasy „Nowosti”.
Od 1966 radca Ambasady ZSRR w W. Brytanii, kierownik Biura Agencji Prasy „Nowosti" w W. Brytanii – chief-redaktor gazety „Soviet Weekly” w Londynie, od 1971 główny redaktor pisma „Sputnik” w Moskwie, od 1972 członek zarządu i redaktor naczelny Głównej Redakcji Centralizowanych Materiałów Agencji Prasy „Nowosti”, od 1976 zastępca przewodniczącego zarządu – dyrektor wydawnictwa Agencji Prasy „Nowosti”. Od 1980 zastępca przewodniczącego zarządu Agencji Prasy „Nowosti” – redaktor naczelny gazety „Moskowskije nowosti”, od 1983 I zastępca redaktora naczelnego gazety „Izwiestija”, od 1988 zastępca kierownika Wydziału Ideologicznego KC KPZR. Od lipca 1989 przewodniczący Państwowego Komitetu ZSRR ds. Prasy, od maja 1990 do sierpnia 1991 redaktor naczelny gazety „Izwiestija”, od lipca 1990 członek KC KPZR.